# Ancistrocerus beieri
Ancistrocerus beieri är en stekelart som beskrevs av Giordani Soika 1960. Ancistrocerus beieri ingår i släktet murargetingar, och familjen Eumenidae. Inga underarter finns listade i Catalogue of Life.